# 마이클 마틴 (아일랜드의 정치인)
마이클 마틴(영어: Micheál Martin, 아일랜드어: Mícheál Ó Máirtín 미할 오 마르틴, 1960년 8월 1일 ~ )은 아일랜드의 정치인으로 2011년 2월 이래 피어너 팔의 대표이자 2011년 3월부터 6월까지 야권대표를 지냈으며 1989년 이래 남중코크 선거구의 국회의원을 지내고 있는 중이다. 2008년부터 2011년까지 외무장관을 역임했으며, 2004년부터 2008년까지 기업무역고용부 장관을, 2000년부터 2004년까지 보건아동부 장관을, 1997년부터 2000년까지 교육과학부 장관을, 1992년부터 1993년까지 코크 시장을 지냈다.
보건아동부 장관이던 2004년 전국 직장 금연법을 제정했으며 보건시설행정부(HSE)를 설립했다. 이로서 아일랜드는 세계 최초로 전국 직장 금연법을 제정한 나라가 되었다. 외무장관이던 2009년 처음으로 라틴아메리카를 방문했으며, 아일랜드 장관으로서는 처음으로 쿠바를 방문했다. 동년 샤론 커민스와 힐다 카우키 납치 사건이 발생한 이후 하르툼을 방문했다. 2010년 가자를 방문했는데, 2007년 하마스가 가자를 장악한 이후 첫 서구권 외무장관이 방문한 사례였다. 2011년 1월 18일 사임했으며, 브라이언 카우언 총리가 그의 사표를 수리했다. 카우언이 사임한 지 나흘 후인 26일 피어너 팔은 마틴을 제8대 당대표로 선출했으며, 동년 총선을 이끌었으나 득표율이 17.4%로 추락하고 57석을 잃는 85년 역사상 최악의 성적을 기록했다. 그나마 2016년에는 20석에서 44석까지 의석을 늘리는 등 당세를 크게 회복하는 데 성공했으며, 2020년 6월 27일 야당 후보 중에서 처음으로 총리에 선출 되었다.